# Cyklonavskiljare

Cyklonavskiljare

En cyklonavskiljare (även kallad dynamisk stoftavskiljare) är en luftreningsapparat som separerar större stoftpartiklar från förorenad gas. Gasen tvingas runt i en virvel, större partiklar slungas ut och avskiljs. Cyklonavskiljare fungerar som ett komplement till den externa reningen, för att få bort mikropartiklar behövs andra metoder.